# Bahnhof Owari-Seto
Der Bahnhof Owari-Seto (jap. 尾張瀬戸駅, Owari-Seto-eki) ist ein Bahnhof auf der japanischen Insel Honshū. Er wird von der Bahngesellschaft Meitetsu (Nagoya Tetsudō) betrieben und befindet sich in der Präfektur Aichi auf dem Gebiet der Stadt Seto.

## Verbindungen
Owari-Seto ist die östliche Endstation der Meitetsu Seto-Linie, die von der Bahngesellschaft Meitetsu betrieben wird und von Seto über Owariasahi ins Zentrum der Präfekturhauptstadt Nagoya führt.
Tagsüber wird ein Zehn-Minuten-Takt angeboten, während der Hauptverkehrszeit fahren die Züge alle vier bis acht Minuten, am Abend alle 15 Minuten. Es gibt drei verschiedene Zuggattungen, die jeweils von Owari-Seto nach Sakaemachi und zurück fahren. Den ganzen Tag über werden Lokalzüge mit Halt an allen Zwischenbahnhöfen angeboten. Während der Hauptverkehrszeit kommen zwei verschiedene Eilzüge hinzu. Die Junkyū (Semi Express) lassen zwischen Obata und Sakaemachi sechs Bahnhöfe aus und halten unterwegs nur in Ōzone und Higashiōte. Dasselbe gilt für die Kyūkō (Express), die in der Gemeinde Owariasahi zwei zusätzliche Bahnhöfe überspringen (somit insgesamt acht).
Owari-Seto ist ein bedeutender Knotenpunkt des lokalen und regionalen Busverkehrs. Nordöstlich des Bahnhofs befindet sich ein Busterminal mit vier Bussteigen. Er wird zwei Dutzend Linien der Gesellschaft Meitetsu Bus sowie einer Linie des Seto City Community Bus bedient.

## Anlage
Der Bahnhof steht an der Grenze zwischen den Stadtteilen Sakaemachi im Osten und Tōhonchō im Westen. In unmittelbarer Nachbarschaft ist das 2005 eröffnete Gemeindezentrum Parti Seto zu finden, ein markantes, von Kishō Kurokawa entworfenes sechsgeschossiges Gebäude in Ellipsenform, in dem unter anderem ein Supermarkt und ein Radiostudio untergebracht sind. Ebenfalls in der Nähe befinden sich das städtische Kunstmuseum sowie das Museum für Keramik- und Glaskunst.
Die Anlage ist annähernd von Westen nach Osten ausgerichtet und umfasst zwei stumpf endende Gleise an einem überdachten Mittelbahnsteig. Dieser ist am östlichen Kopfende mit dem zweigeschossigen Empfangsgebäude verbunden. Es besitzt die charakteristische Form eines Hangofens und erinnert dadurch an die traditionsreiche Seto-Keramik, die mindestens seit der Kamakura-Zeit im 12. Jahrhundert vor Ort hergestellt wird. Über eine Spitzkehre am westlichen Ende der Anlage sind zwei Abstellgleise erreichbar, die nördlich der beiden Bahnsteiggleise liegen.
Im Fiskaljahr 2020 nutzten durchschnittlich 6589 Fahrgäste täglich den Bahnhof.

## Bilder

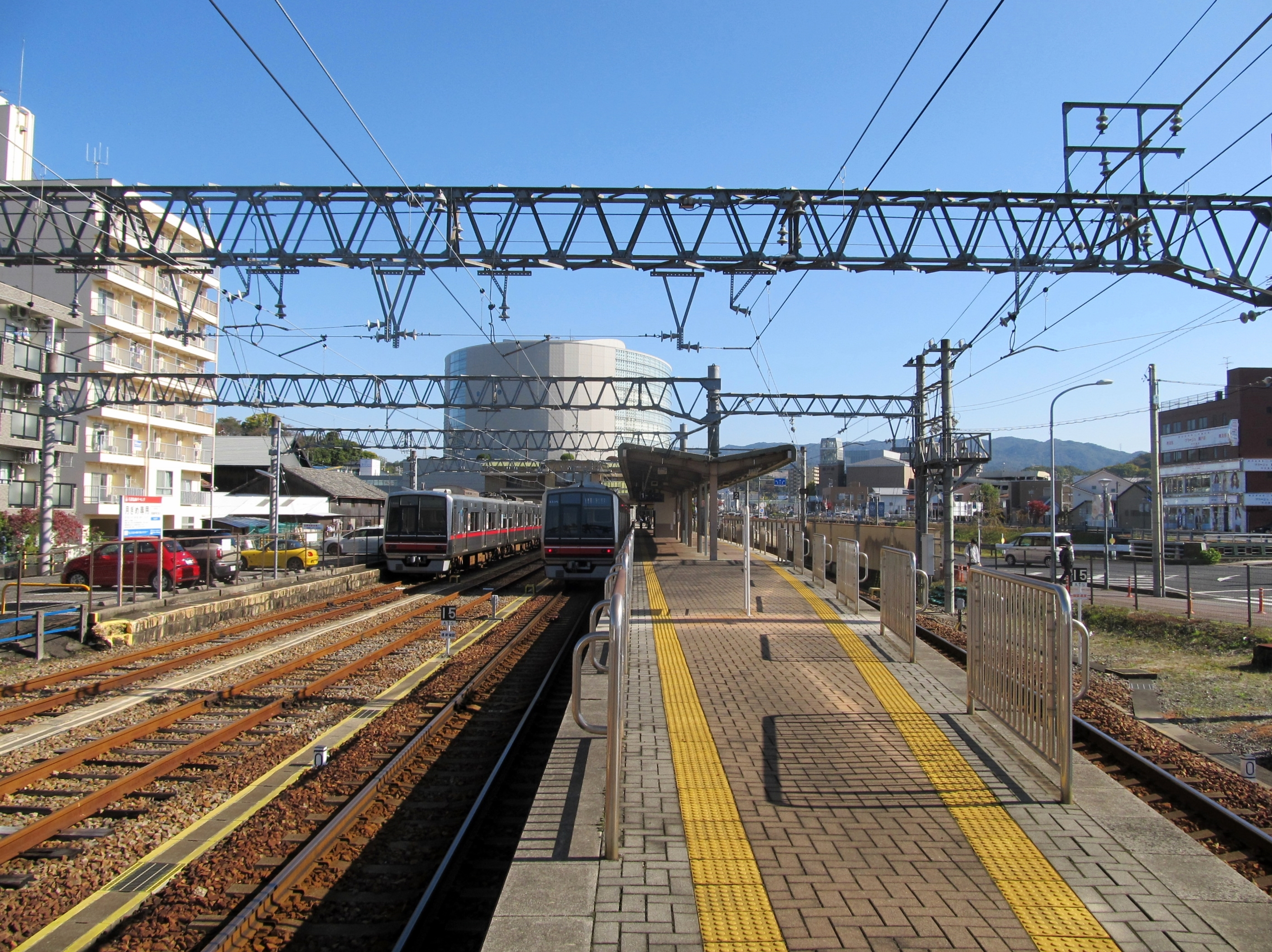
Ansicht des Bahnsteigs
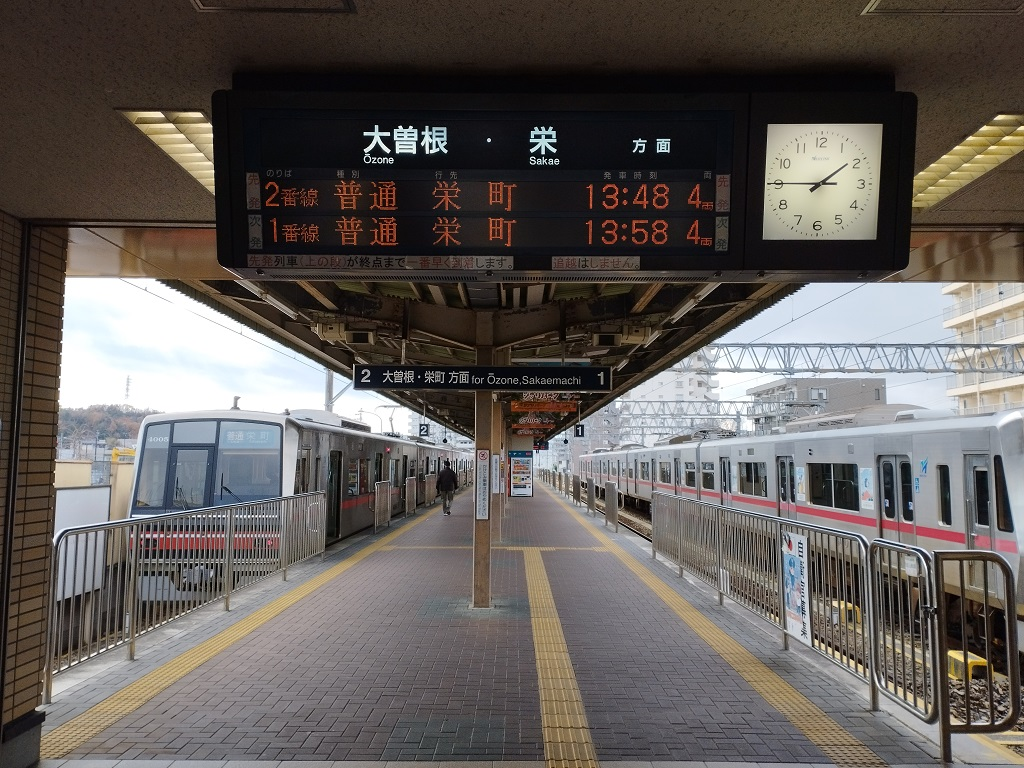
Weitere Ansicht des Bahnsteigs
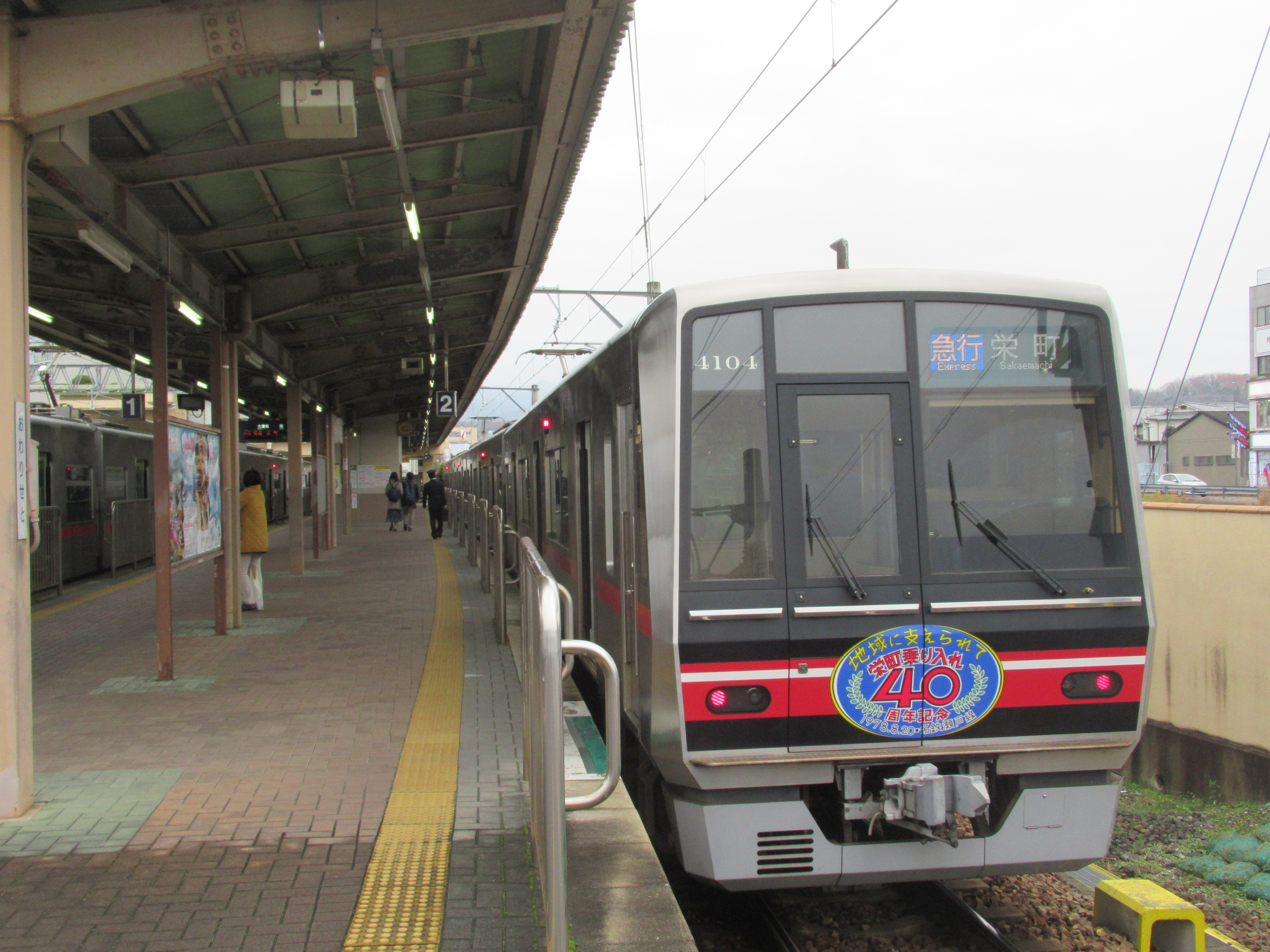
Triebwagen der Baureihe 4000
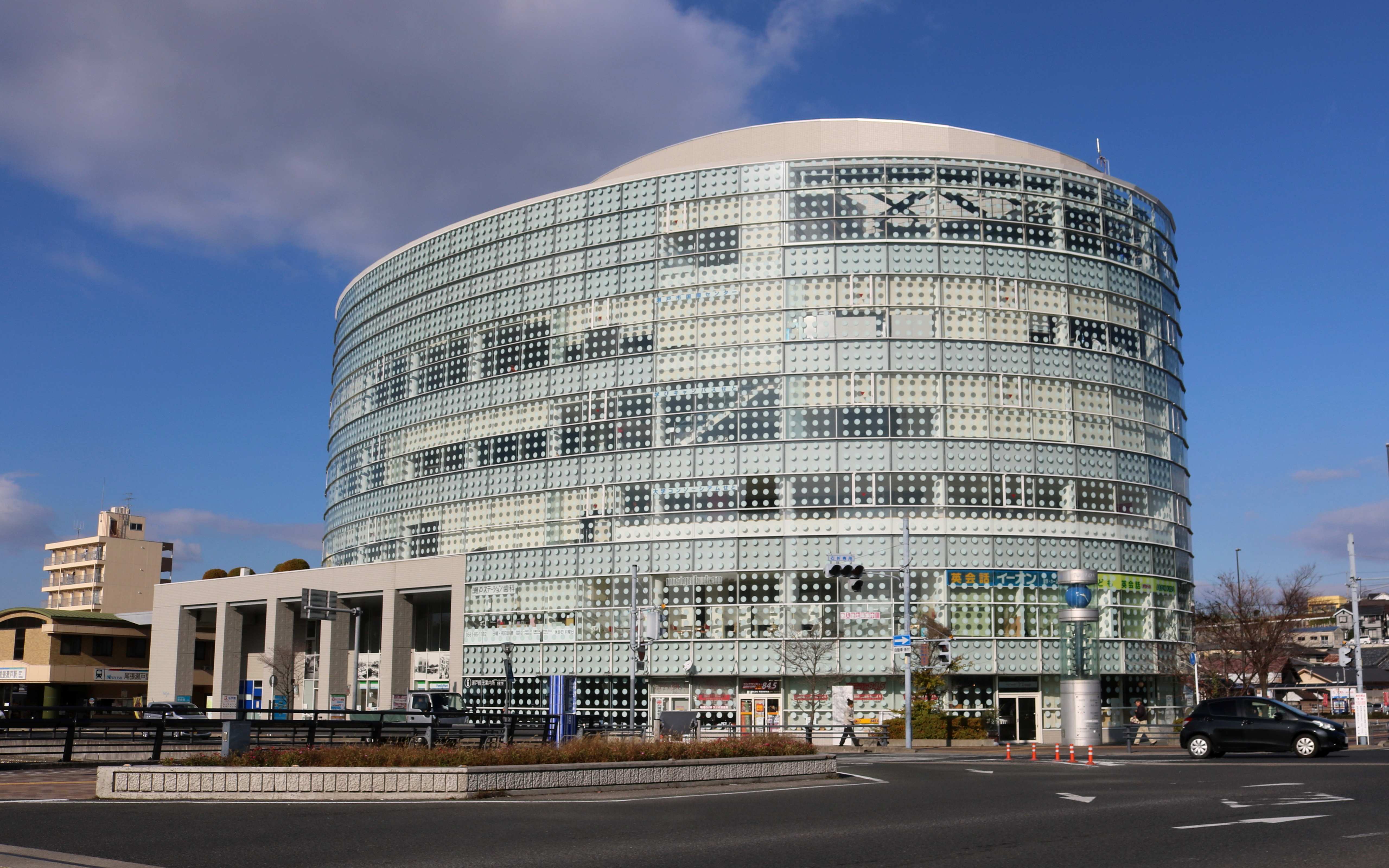
Parti Seto
Gleisplan
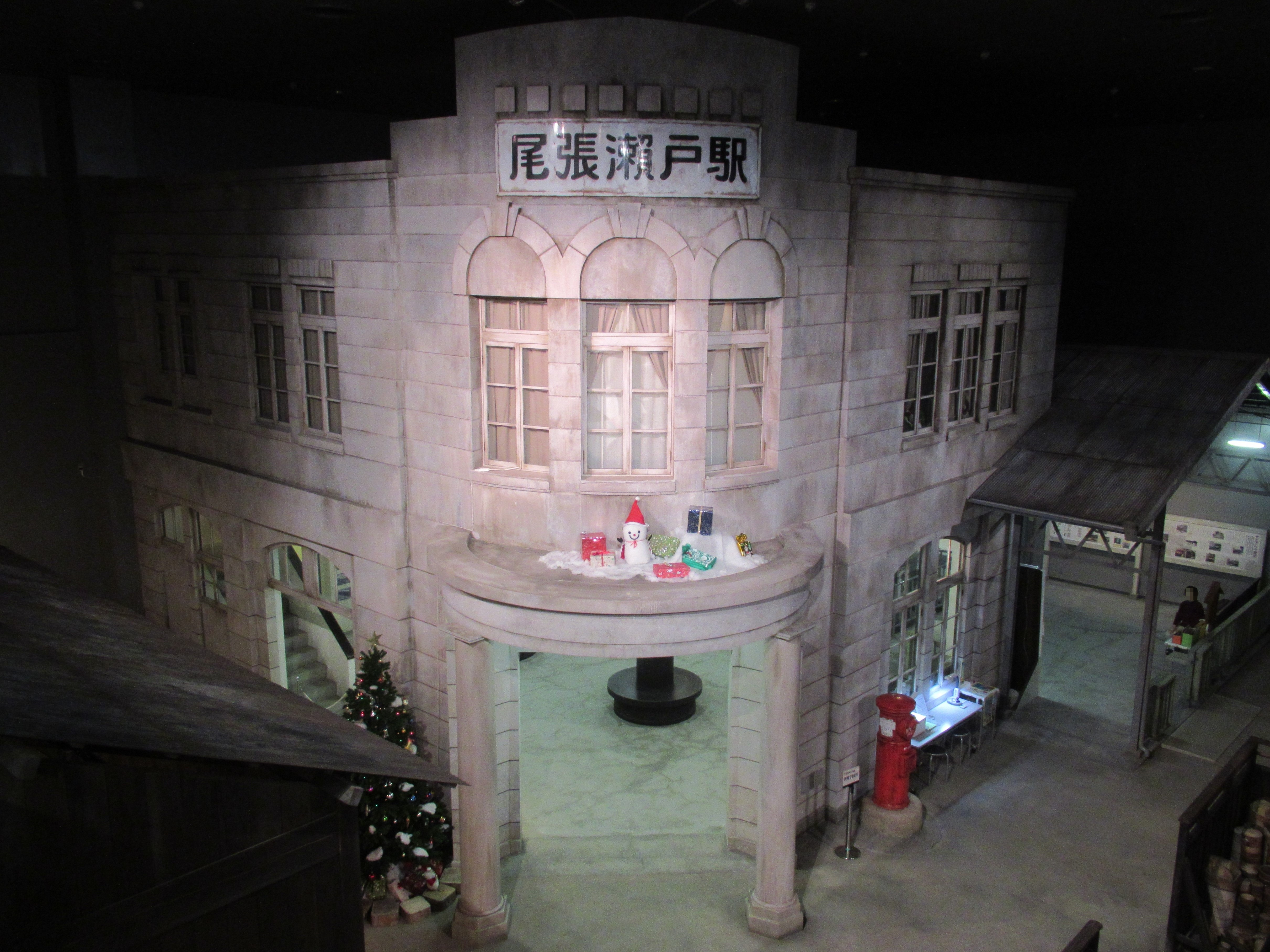
Das Bahnhofsgebäude der zweiten Generation wurde im Seto-Kura-Museum restauriert und konserviert (2018).

## Gleise
| 1/2 | ▉ Meitetsu Seto-Linie | Shin-Seto • Ōzone • Sakaemachi |

## Linien
| Verlauf der Meitetsu Seto-Linie |
| --- |
| Sakaemachi • Higashiōte • Shimizu • Amagasaka • Morishita • Ōzone • Yada • Moriyama-Jieitai-mae • Hyōtan-yama • Obata • Kitayama • Ōmori-Kinjōgakuin-mae • Inba • Asahi-mae • Owari-Asahi • Sangō • Mizuno • Shin-Seto • Seto-Shiyakusho-mae • Owari-Seto |

## Geschichte

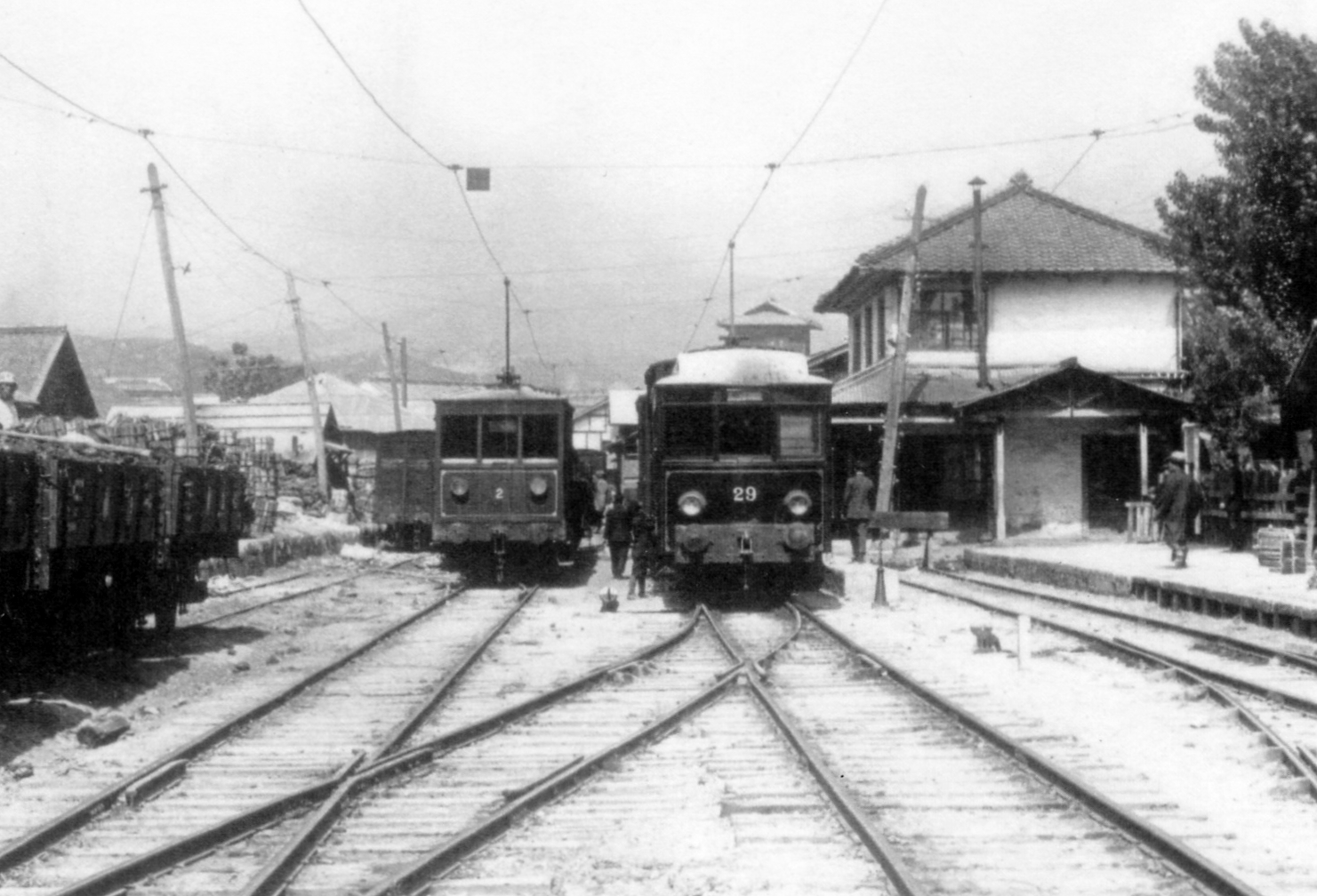
Der Bahnhof im Jahr 1921

Die Bahngesellschaft Seto Denki Tetsudō (Setoden) eröffnete den Bahnhof am 2. April 1905 unter dem Namen Seto (瀬戸), zusammen mit dem von Yada bis hierhin führenden Abschnitt der Seto-Linie. Seit dem 19. Februar 1921 trägt er seinen heutigen Namen. Während der späten Taishō-Zeit wurde ein neues Empfangsgebäude errichtet. 1939 ging die Setoden in den Besitz der Meitetsu über. Im Zusammenhang mit der Inbetriebnahme der Verlängerung nach Sakaemachi am entgegengesetzten Ende der Seto-Linie stellte die Meitetsu am 15. Februar 1978 den Güterumschlag ein und ließ die Gütergleise anschließend in Abstellgleise umbauen, um die größere Zahl der im Betrieb befindlichen Fahrzeuge bewältigen zu können.